# 斯捷普诺夫斯科耶农村居民点
斯捷普诺夫斯科耶农村居民点（俄语：Степновское сельское поселение）是俄罗斯联邦伏尔加格勒州帕拉索夫卡区所属的一个农村居民点。其下辖有1个居民点，行政中心为维什涅夫卡。据2016年统计，该农村居民点的人口为1154人。